# Colombia en los Juegos Olímpicos de Atenas 2004
Colombia estuvo representada en los Juegos Olímpicos de Atenas 2004 por un total de 53 deportistas, 32 hombres y 21 mujeres, que compitieron en 15 deportes.
La portadora de la bandera en la ceremonia de apertura fue la halterófila Carmenza Delgado.

## Medallistas
El equipo olímpico colombiano obtuvo la siguiente medallas:
| Nombre            | Deporte           | Competición          |
| ----------------- | ----------------- | -------------------- |
| Oro               |                   |                      |
| —                 |                   |                      |
| Plata             |                   |                      |
| —                 |                   |                      |
| Bronce            |                   |                      |
| María Luisa Calle | Ciclismo en pista | Carrera por puntos F |
| Mabel Mosquera    | Halterofilia      | 53 kg F              |